# 1562
Évszázadok: 15. század – 16. század – 17. század
Évtizedek: 1510-es évek – 1520-as évek – 1530-as évek – 1540-es évek – 1550-es évek – 1560-as évek – 1570-es évek – 1580-as évek – 1590-es évek – 1600-as évek – 1610-es évek
Évek: 1557 – 1558 – 1559 – 1560 –  1561 – 1562 – 1563 – 1564 – 1565 – 1566 – 1567

## Események

### Határozott dátumú események
- január 18. – A többször felfüggesztett trienti zsinat ismét elkezdi munkáját.[1]
- március 1. – A wassyi mészárlással megkezdődnek a francia vallásháborúk.[2]
- március 4. – A hadadi csatában I. Ferdinánd magyarországi vezérei legyőzik János Zsigmondot.[3]
- június 2. – A pestisjárvány áldozatává válik Magyarország 63 esztendős nádora, Nádasdy Tamás.[4]
- június 20–29.
  - A segesvári országgyűlésen hűtlenségi perbe fogják, elítélik és kivégzik a lázongó székelyek két vezetőjét, Gyepesi Ambrust és Nagy Györgyöt.[5]
  - A parajdi sóbánya, amely addig a székelyeké volt, a kincstárra száll.[6]

### Határozatlan dátumú események
- január – A saint-germaini ediktum elrendeli, hogy a református vallás csak magánházakban és városfalakon kívül, éjszaka gyakorolható..[7]
- az év folyamán – 
  - IX. Károly francia király az orléans-i rendelettel megparancsolta, hogy a cigányokat, ha két hónap leforgása alatt minden pereputtyostól (tous ceux qui s'appellent Bohémiens ou Egyptiens, leurs femmes, enfants et autres de leur suite) el nem hagyják a francia földet, „a bírák nyomban fogassák el, borotváltassák le szakállukat és hajukat s szolgáltassák valamelyik gályakapitány kezébe, kik három esztendeig tartsák őket a gályákon”.[8]
  - IV. Piusz pápa enciklikát ad ki, mely kimondja, hogy a világi hatalom befolyása nélkül kell a bíborosoknak pápát választaniuk.[9]

## Az év témái

### 1562 az irodalomban
- Telegdi Miklós fordításában megjelenik Bécsben az első magyar nyelvű katekizmus A Keresztyensegnec Fondamentomirol valo rövid keonyvechhke címmel.[10]

## Születések
- október 12. – George Abbot, anglikán főpap, teológus († 1633)
- november 25. – Lope de Vega, spanyol drámaíró, költő († 1635)
- Jan Pieterszoon Sweelinck németalföldi zeneszerző († 1621)

## Halálozások
- június 2. – Nádasdy Tamás báró, a kortársak által „fekete bég”-nek nevezett hadvezérnek, Nádasdy Ferencnek apja (* 1498)
- november 17. – Antoine de Bourbon francia arisztokrata, Navarra társuralkodója, a vallásháborúk többször pártot cserélt hadvezére (* 1518)
- december 19. – Jacques d’Albon de Saint-André Fronsac márkija, Montrond-les-Bains és Saint-André d'Apchon hűbérura, Franciaország marsallja volt (* 1505)

## Európai időjárás
Csak egy napig volt hó Zürichben; zöld tél, tavaszi virágok Cehországban.